# Bitka pri Gettysburgu
Bitka pri Gettysburgu je bila najbolj krvava bitka v secesijski vojni in do danes največja v Severni Ameriki. Znana je po zmagi unionistov, saj so v nadaljnih dveh letih državljanske vojne pobudo prevzeli v svoje roke.
Gettysburg je mestece v Pensilvaniji, ki je postalo znano zaradi bitke leta 1863. Pred spopadom se je nahajalo na ozemlju unionistov. Z njegovo zasedbo so konfederalci želeli prodirati naprej proti Washingtonu, glavnemu mestu ZDA.

## Bitka
Odvijala se je od 1. do 3. julija 1863. Nasproti sta si stali vojski konfederacije, ki ji je poveljeval general Robert Lee, in unionistov pod poveljstvom generala Georga Gordona Meadeja.
V vrstah konfederalcev je bilo 82.000 mož z 272 topovi, unionisti pa so imeli 115.000 vojakov in 362 topov.
Konfederalne enote so želele zasesti Gettysburg, zato so se utaborile na bližnjem semeniškem griču. Od tam so pričeli obstreljevati položaje unionistov, ki so se iz mesta postopno umaknili na pokopališki grič, ki je bil vzporedno s semeniškim.
Unionisti so se utrdili izza obstoječega zidu, ki je stal nekaj metrov pod vrhom griča. Nastala je frontna črta, ki je bila dolga več kot tri kilometre.
Na napade konfederalne artilerije so se unionisti odzivali medlo, večinoma so se zatekli v utrdbe in zaklone.
3. julija ob 13.00 se je pričel odločilni napad konfederalne artilerije na položaje unionistov. General Lee je z naglim napadom želel prebiti prvo linijo in priti v središče nasprotnikovih enot ter tako hitro zaključiti spopad. Vendar dobro utrjenim unionistom napad ni povzročil večjih izgub; slabše jo je odnesla le njihova artilerija, ki se je zanašala na dejstvo, da je izven dosega konfederalnih topov.

### Pickettov juriš
Po dveh urah obstreljevanja je ob 15.00 pri temperaturi 31 °C v napad krenila južnaška divizija Pickett (devet pehotnih brigad oz. 12.500 vojakov). Domnevali so, da so vrste nasprotnikov zaradi topniškega napada oslabljene. Ko so padli prvi obrambni položaji unionistov, so slednji, ki so napad pričakovali, jurišnike zasuli s težkim artilerijskim ognjem.
Tako so se napadalci znašli na odprtem polju v dolžini enega kilometra pod strahovitim ognjem.
Učinek bombardiranja je bil za konfederalce uničujoč (več kot 50% izgube), vendar so navkljub temu uspeli prebiti linijo in v taboru pobiti vse topničarje in pešake.
Tedaj je general Meade v napad z boka poslal še 72. regiment, imenovan Pensilvanija, ki je presenetil konfederalce, tako da so se bili prisiljeni pričeti umikati na izhodiščne položaje, če niso želeli, da jim pridejo za hrbet.
Odločilni konfederalni napad se je izkazal kot velika napaka sicer odličnega vojaškega stratega generala Leeja.

## Rezultat bitke
V treh dneh spopadov so imeli tako konfederalci kot unionisti ogromne izgube. Unionisti tudi niso kljub Lincolnovi kritiki zasledovali umikajočih se konfederalnih sil, da bi jih dokončno porazili. Poražene sile so se mirno umaknile v Virginijo. 
Državljanska vojna je nato trajala še dve leti, a je bitka pri Gettysburgu pomenila prelomnico, saj konfederalci niso nikoli več uspeli s tako velikimi silami ogrožati severa.
Dokončno je tudi propadla namera, da bi z neposrednim ogrožanjem Washingtona hitro zaključili predvsem za jug izčrpavajočo vojno.